# Wygniatak
Wygniatak – narzędzie do obróbki gwintów poprzez plastyczne odkształcanie powierzchni otworu obrabianego. Nie występuje tutaj skrawanie materiału.
Otwory pod gwinty wewnętrzne wygniatane są większe niż w przypadku otworów gwintowanych narzędziami skrawającymi.
Zalety wygniatania gwintów
- obróbka bezwiórowa, obróbka plastyczna[1],
- mocny gwint, włókna materiału nie są przecinane w trakcie obróbki[2].

Wady
- utrudniona obróbka niektórych materiałów jak np. żeliwa szarego i sferoidalnego,
- obróbka tylko materiałów odkształcalnych plastycznie.

Zastosowanie
- wygniatanie gwintów wykonanych wiertłami termicznymi[3],
- wygniatanie gwintów w profilach zamkniętych,
- wygniatanie otworów w konstrukcjach stalowych oraz z metali nieżelaznych.